# Ardonea peculiaris
Ardonea peculiaris là một loài bướm đêm thuộc phân họ Arctiinae, họ Erebidae.